# ワールドカップ競技場駅 (大田広域市)
ワールドカップ競技場駅（ウォルドゥコプキョンギジャンえき）は、大韓民国大田広域市儒城区老隠洞にある大田広域市都市鉄道公社1号線の駅である。駅番号は119。

## 駅構造
相対式ホーム2面2線の地下駅。ホームドア完備。
のりば
| 上り | ●1号線 | 板岩方面 |
| 下り | ●1号線 | 盤石方面 |

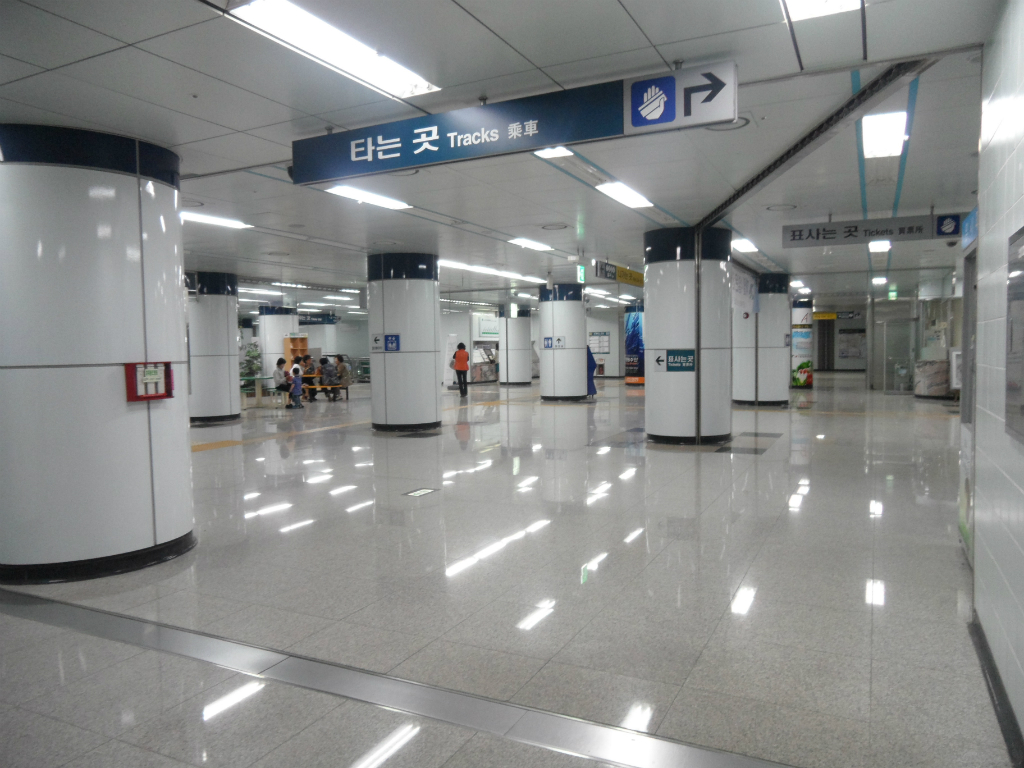
待合所
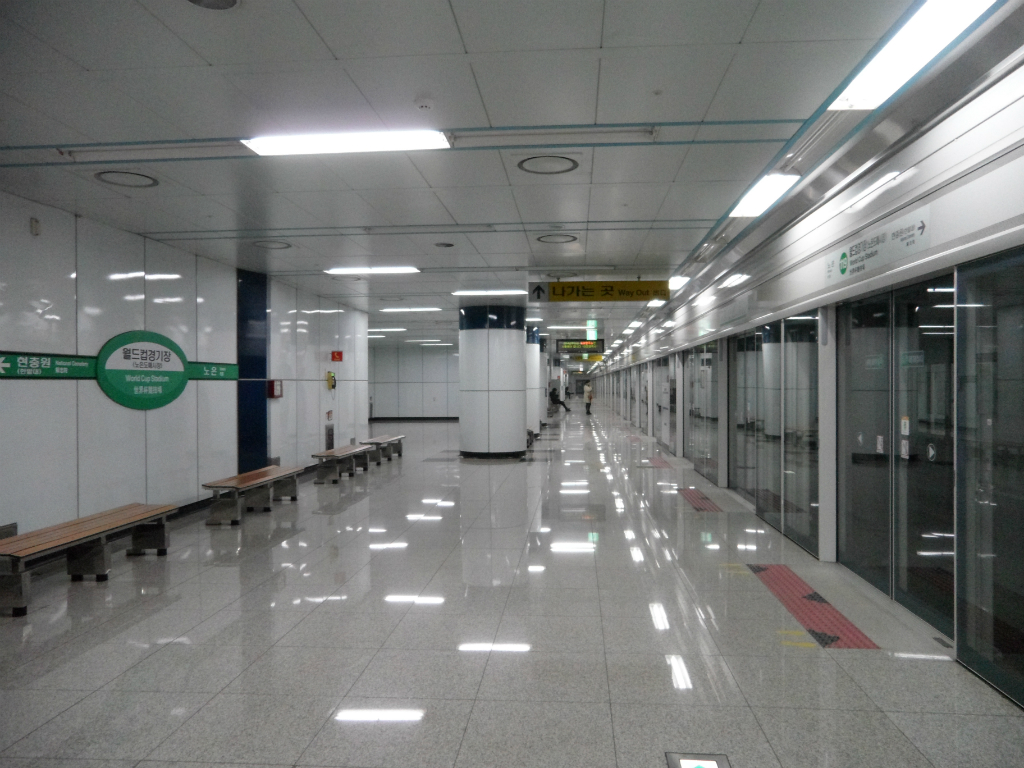
ホーム
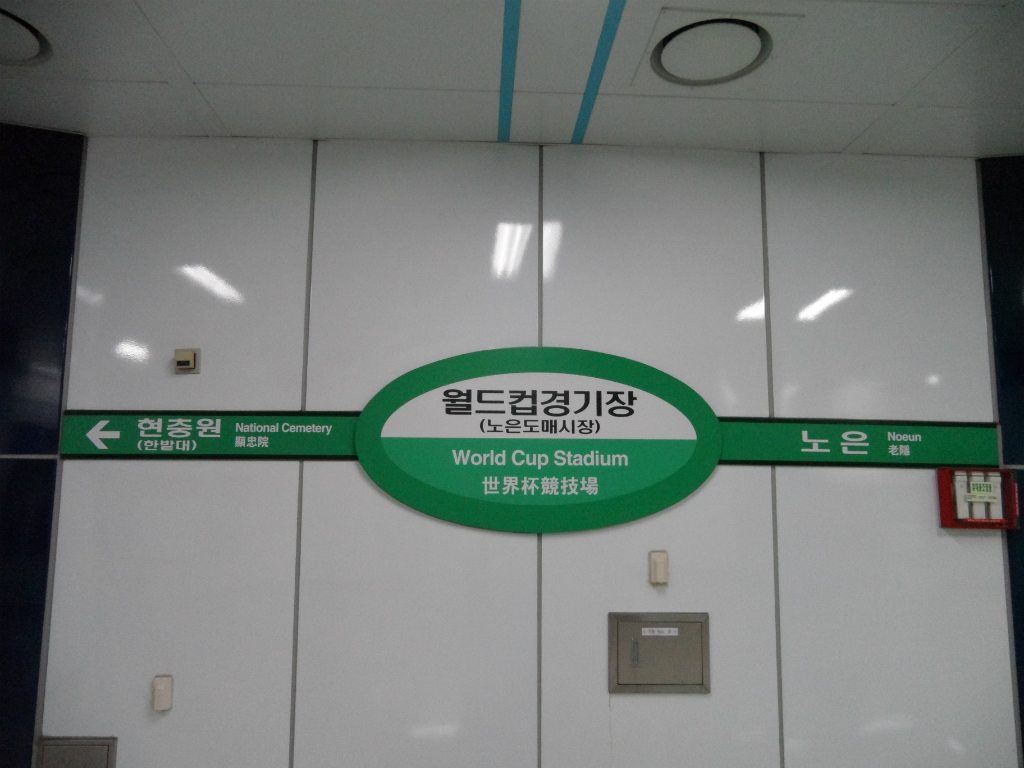
駅名標

## 駅周辺
- 大田ワールドカップ競技場
- 老隠都賣市場
- 老隠中学校
- 老隠初等学校
- 老隠1洞住民センター
- 老隠高等学校
- 水晶初等学校

## 歴史
- 2007年4月17日 - 開業。

## 利用状況
| 路線   | 乗車人員 | 乗車人員 | 乗車人員 |
| 路線   | 2007年   | 2008年   | 2009年   |
| ------ | -------- | -------- | -------- |
| ●1号線 | 1666人   | 1815人   | 1987人   |

## 隣の駅
大田広域市都市鉄道公社
●1号線
顕忠院駅 (118) - ワールドカップ競技場駅 (119) - 老隠駅 (120)